# Ключ 204
Ключ 204 (трад. и упр. 黹) — ключ Канси со значением «вышивание»; один из четырёх, состоящих из двенадцати штрихов.
В словаре Канси всего 8 символов (из 49 030), которые можно найти c этим радикалом.

## История
Иероглиф-идеограмма «вышивка» восходит корнями к двум знакам — «одежда» (нижняя часть ключа) и «красивый» (верхняя часть ключа).
Дополнительные черточки у «одежды» показывали её изношенность, а знак «красивый», таким образом, указывал на то, что её зашивали.
В современном языке иероглиф имеет значения: «вышивка, вышитое платье, вышивание».
В качестве ключевого знака иероглиф используется редко.
В словарях находится под номером 204.

## Древние идеограммы

Вид в Цзягувэнь
Вид в Цзиньвэнь
Вид в большой печати Чжуаньшу
Вид в малой печати Чжуаньшу

## Значение
1. Одежда (как вид).
2. Пошив, вышивание.
3. Вышивка, вышитое платье

## Варианты прочтения
- кит. 黹, пиньинь zhǐ, чжи.
- яп. 黹偏, ふつへん, futsuhen, фуцухэн;
- яп. チ, chi, ти;
- яп. ぬいとり, nuitori, нюитори;
- кор. 바느질할치 baneujilhalji, паныджильхальджи?, 치 chi, чхи?.

## Варианты написания
| Словарь Канси Китай | Япония | Корея |
| ------------------- | ------ | ----- |
| 黹                  | 黹     | 黹    |

- Примечание: Ваш браузер может отображать иероглифы неправильно.

## Примеры иероглифов
| Доп. штрихи | Иероглифы |
| ----------- | --------- |
| 0           | 黹        |
| 4           | 黺        |
| 5           | 黻        |
| 7           | 黼        |

- Примечание: Ваш браузер может отображать иероглифы неправильно.